# Lamont (Alberta)
Lamont es un pueblo canadiense situado en la provincia de Alberta.

## Superficie
Lamont tiene una superficie de 9,14 km².

## Demografía
En 2021, tenía 1744 habitantes, una densidad poblacional de 190,9 hab./km², y 743 viviendas.